# Kriminalfall Niklas P.
In dem Kriminalfall Niklas P. wurde der 17-jährige Schüler Niklas P. (* 23. September 1998; † 12. Mai 2016) aus Bad Breisig im Mai 2016 auf dem Heimweg von einem Konzert in Bad Godesberg (Stadtbezirk von Bonn) angegriffen und brutal zusammengeschlagen, so dass er eine Woche später seinen Verletzungen erlag.

## Tathergang
Niklas P. besuchte am 6. Mai 2016 ein Vorabendkonzert von Rhein in Flammen. Als er sich zusammen mit einer 17-jährigen Freundin und einem 18-jährigen Freund auf dem Heimweg befand, wurde er in Bad Godesberg nahe der Haltestelle Rheinallee von drei Männern angegriffen. Die Männer sprachen ihn und seinen Freund an, dann begannen sie auf ihn einzuprügeln und einzutreten. Mehrere Tritte trafen seinen Kopf. Auch seine Freunde wurden attackiert, als sie ihm zu Hilfe eilten, dabei aber nur leicht verletzt. Erst als weitere Personen zu Hilfe kamen, ließen die Angreifer von ihren Opfern ab. Niklas P. verlor bei dem Angriff das Bewusstsein. Er konnte zunächst von einem Notarzt reanimiert werden, erholte sich jedoch nicht mehr und starb am 12. Mai in der Bonner Uni-Klinik.

## Ermittlungen
Die Polizei leitete nach der Tat eine intensive Fahndung ein und suchte mit einer Flugblattaktion in Bad Godesberg nach Zeugen. Die Staatsanwaltschaft setzte für die Ergreifung der Täter eine Belohnung von 3000 Euro aus. Aussagen deuteten darauf hin, dass die drei Angreifer Migrationshintergrund hatten. Mehrere Zeugen gaben an, dass zwei der Angreifer von braunem Hauttyp seien, jedoch alle drei akzentfrei Deutsch gesprochen hätten. Das Fahndungsplakat wurde auch in arabischer und türkischer Sprache verteilt. Nach Informationen des Focus kam es bei der Untersuchung des Tatorts zu einer Ermittlungspanne: Die Polizei habe erst gut sechs Stunden nach der Tat den Tatort abgesperrt und mit der Spurensicherung begonnen. Ein hoher Ermittler habe beklagt, man habe deshalb keine Hinweise mehr gefunden. Die Polizei wies die Vorwürfe zurück.

### Mutmaßlicher Haupttäter
Ein paar Tage später wurde der damals 20-jährige Walid S. festgenommen, der bereits mehrfach wegen Gewaltdelikten aufgefallen war. Der Verdächtige bestritt die Tat, verwickelte sich jedoch in Widersprüche. Ein Zeuge identifizierte ihn eindeutig als Täter. Die Rekonstruktion des Tatablaufs ergab, dass Niklas P. aus der Gruppe der Angreifer zunächst verbal provoziert worden war. Nach einem kurzen Wortgefecht hatte der Haupttäter ihn mit einem Hieb gegen die Schläfe zu Boden geschlagen, wo er reglos liegenblieb. Seine Freunde wurden von einem der anderen Täter geschlagen, als sie ihm zu Hilfe eilten. Dann kehrte der Haupttäter zurück und trat Niklas P. mit voller Wucht gegen den Kopf.
In der Wohnung von Walid S. fanden Ermittler eine Jacke mit Blutspuren des Opfers. S. gab an, die Jacke nur geliehen zu haben. Der Besitzer der Jacke, der sich wegen eines anderen Delikts in Untersuchungshaft befand, erklärte, die Jacke zwar verliehen zu haben, jedoch nicht an S., sondern an einen anderen Freund. Dieser wurde polizeilich vernommen, dann aber wieder freigelassen.
Im August 2016 ergab ein medizinisches Gutachten, dass die Gefäße im Gehirn des Opfers „vorgeschädigt“ waren. Todesursache sei der Riss einer Ader im Gehirn infolge eines Schlags, der „im Normalfall keine schwerwiegenden Folgen gehabt hätte“, noch vor den Tritten gegen den am Boden Liegenden gewesen. Die Staatsanwaltschaft änderte daraufhin den Vorwurf des Totschlags in Körperverletzung mit Todesfolge, S. blieb wegen Wiederholungsgefahr in Untersuchungshaft. Der Rechtsmediziner stellte jedoch klar, dass der Schlag auch ohne Vorschädigung hätte tödlich sein können.

### Zweiter Tatverdächtiger
Im Juni wurde Roman W., ein weiterer, 21-jähriger Tatverdächtiger verhaftet, der bereits im Mai vorläufig festgenommen, jedoch mangels Beweisen wieder freigelassen worden war. Mordkommission und Oberstaatsanwalt warfen ihm vor, die Begleiter von Niklas P. attackiert und versucht zu haben, auf den reglos am Boden Liegenden „körperlich einzuwirken“. Der Verdächtige schwieg bei der Vernehmung. Angaben zu seiner Herkunft und zu weiteren Mitgliedern seiner Gruppe machten die Behörden nicht. Er wurde ebenfalls als Haupttäter beschuldigt, ein Richter erließ Haftbefehl wegen gemeinschaftlichen Totschlags. Im Juli wurde er nach einer Haftbeschwerde wieder freigelassen. Vernehmungen hatten ergeben, dass er die Begleiter von Niklas P. angegriffen habe, doch seien ihm nach Auffassung des Richters die Handlungen von Walid S. nicht zuzurechnen. Damit bestehe bei ihm kein dringender Tatverdacht eines Tötungsdelikts mehr.
Im September verprügelte Roman W. nach Angaben der Staatsanwaltschaft zusammen mit einem ebenfalls 21-jährigen Freund einen 29-jährigen Zeugen im Fall Niklas P., um diesen dazu zu bringen, seine belastende Aussage gegen ihn zu revidieren. Dabei schlug und trat er Ermittlungen zufolge minutenlang auf Kopf und Körper des Zeugen ein, der Prellungen und Schürfwunden am Kopf und im Rücken- und Nierenbereich erlitt. Daraufhin kam er wegen Verdunkelungsgefahr erneut in Untersuchungshaft. Im Februar gelang es Roman W. trotz Haft, einen weiteren Zeugen zu bedrohen. Der Zeuge wurde im selben Transporter wie Roman W. von der JVA Köln zur Gerichtsverhandlung in Bonn gefahren.
Im März wurde Roman W. aus der Haft entlassen, nachdem alle Zeugen vernommen worden waren. Später erhielt er wegen Beteiligung an einer Schlägerei, versuchter Körperverletzung und gefährlicher Körperverletzung eine Gesamtstrafe von 15 Monaten auf Bewährung.

## Prozess
Im Oktober wurde gegen Walid S. und Roman W. Anklage erhoben. Niklas’ Mutter Dénise P. und Katinka F., eine seiner Begleiterinnen in der Tatnacht, traten als Nebenklägerinnen auf. Die Anklage gegen S. lautete auf Körperverletzung mit Todesfolge in Tateinheit mit Beteiligung an einer Schlägerei, die zum Tod eines Menschen führte. Zusätzlich warf man ihm eine weitere gefährliche Körperverletzung vor, da er bereits eine Woche vor der Tat einem Jugendlichen am Bahnhof durch einen Schlag mit einer Flasche eine Platzwunde und eine Gehirnerschütterung beigebracht habe. W. wurde angeklagt wegen gefährlicher Körperverletzung, Körperverletzung und Beteiligung an einer Schlägerei, die zum Tod eines Menschen führte. Sein Verteidiger erklärte, W. bereue, den Belastungszeugen geschlagen zu haben, und kündigte an, W. werde im weiteren Prozessverlauf schweigen.
Ein Zeuge erklärte, Walid S. als Täter zu erkennen. Der 20-jährige Student gab an, schon von Weitem Schreie gehört und dann den Tathergang beobachtet zu haben. Zwei Gruppen hätten sich gegenübergestanden und gestritten, es sei geschubst und gerangelt worden. S. habe Niklas mit voller Wucht gegen den Kopf geschlagen, woraufhin der zu Boden gegangen sei. Dann habe S. ihn gegen den Kopf getreten, dabei „weit mit dem Bein ausgeholt, torwartmäßig, und dann voll durchgezogen.“ Auf Nachfragen des Verteidigers erklärte der Zeuge, Augenbrauen, Gesichtsstruktur und Frisur des Angeklagten wiederzuerkennen, sich dabei aber nur zu 60 Prozent sicher zu sein.
Auch Katinka F. und Hiewan B., die mit Niklas P. in der Tatnacht auf dem Heimweg gewesen waren, belasteten die Angeklagten schwer. B. war sicher, beide Täter wiederzuerkennen. Der Verteidiger von S. zweifelte die Aussage an und bestritt erneut die Täterschaft seines Mandanten. F. erklärte, sich wegen Gedächtnislücken an die Schlägerei kaum mehr erinnern und den Hauptangeklagten nicht beschreiben zu können. Den Angeklagten W., der sie mit der Faust an der Schläfe getroffen habe, erkenne sie jedoch zweifelsfrei wieder.
Die ehemalige Freundin von Walid S., die sich mit ihm zur Tatzeit in einer Beziehung befand, bestätigte, dass beide in der Tatnacht zunächst zusammen im Kurpark gewesen seien. S. sei dann zu einer Tankstelle aufgebrochen, um neue Getränke zu besorgen. Sie habe erfolglos versucht, ihn auf ihrem Mobiltelefon anzurufen, bis er anderthalb Stunden später mit einer Flasche zurückgekommen sei. Erst Tage später habe sie von der Schlägerei am Bahnhof erfahren, der nur wenige Meter vom Park entfernt liege. Bald danach hätten Bekannte sie gefragt, ob nicht S. der Täter sein könne. Sie habe gedacht, „der hat bestimmt etwas damit zu tun“. S. habe sich viele Male in ihrer Gegenwart geprügelt, sie erinnere sich nicht an jede einzelne Schlägerei. Sie bestätigte, dass er dabei auch zugetreten habe und ihm schon ein kleiner Anlass zum Zuschlagen reiche.
Im weiteren Prozessverlauf wurden durch Zeugen auch weitere Personen als mögliche Täter genannt, darunter der Eigentümer der Jacke, die bei Walid S. gefunden wurde. Aufgrund unklarer und widersprüchlicher Zeugenaussagen forderte am Ende auch die Staatsanwaltschaft den Freispruch von Walid S., an dessen Schuld erhebliche Zweifel bestünden und dem selbst ein Aufenthalt am Tatort nicht nachzuweisen sei. Am 3. Mai 2017 wurde S. vom Tatvorwurf freigesprochen.
Die Staatsanwaltschaft kündigte an, Akten und die komplette Hauptverhandlung im Hinblick auf neue Ermittlungsansätze auszuwerten. Sie gehe davon aus, dass viele Zeugen in dem Verfahren geschwiegen hätten, obwohl sie den Täter kennen würden. Erst wenn man es schaffe, „irgendwie diese Phalanx aus Lügen und Schweigen zu durchbrechen“, könne man weiterkommen.

## Weitere Ermittlungen
Im Frühjahr 2018 belastete der als Mittäter verurteilte Roman W. den freigesprochenen Walid S. mit einer Aussage, nur er selbst und S. seien an der Konfrontation beteiligt gewesen, die zum Tod von Niklas P. geführt habe, und S. sei es gewesen, der das Opfer gegen den Kopf geschlagen und getreten habe. W. hatte die Aussage nicht länger verweigern können, nachdem sein eigenes Urteil rechtskräftig war. Er war nach der Tat mit anderen Personen in der Nähe des Tatorts gesehen worden, darunter auch sein inzwischen als tatverdächtig geltender Freund Hakim D., der schon öfter durch Gewalttaten aufgefallen war und Walid S. stark ähnelte. Der Anwalt von Walid S. wies die Vorwürfe zurück und sah darin einen Versuch, D. zu schützen.
Der freigesprochene Walid S. wurde 2018 in einem anderen Fall vom Amtsgericht Siegburg wegen Körperverletzung zu einer Geldstrafe verurteilt. 2019 wurde er wegen versuchten Totschlags, gefährlicher Körperverletzung, eines Angriffs auf Polizisten, Widerstand, Körperverletzung und Beleidigung erneut angeklagt, wobei er die Taten teilweise einräumte. Das Bonner Landgericht verurteilte ihn unter anderem wegen versuchten Totschlags und gefährlicher Körperverletzung zu sechs Jahren Haft. Es sah als erwiesen an, dass Walid S. ein wehrlos am Boden liegendes Opfer zweimal gegen den Kopf getreten hatte, das dadurch eine Gehirnerschütterung, einen doppelten Oberkieferbruch und einen Bruch des Jochbeins erlitt. Er habe den Tod des Opfers vermutlich nicht beabsichtigt, ihn aber billigend in Kauf genommen.

## Reaktionen

### Bevölkerung
Nachdem Überfälle und brutale Attacken in Bad Godesberg bereits in den Monaten davor massiv zugenommen hatten, reagierte die Bevölkerung des Stadtteils auf den Angriff auf Niklas P. sehr betroffen. Der damalige Godesberger Pfarrer Wolfgang Picken stellte in der Nähe des Tatortes ein Kreuz auf, Bürger brachten Blumen und Kerzen. Picken erklärte, der Vorfall sei die Spitze einer langen Eskalation der Gewalt in Bad Godesberg und eine Zäsur, nichts sei mehr wie vorher. Es müsse nun gehandelt werden, sonst werde es zu erheblichen Protesten und möglicherweise auch zu einer Radikalisierung kommen.
Wenige Stunden nach dem Tod von Niklas P. besuchte seine Mutter mit Picken den Tatort. Dort erhielt sie Zuspruch unter anderem von einer Frau, die ihren Sohn gerade aus der Klinik geholt hatte, nachdem er vor einem halben Jahr zusammengeschlagen worden war, einer anderen Mutter, deren Sohn in der Nähe verprügelt worden war, und einem Vater, der von einem Messerangriff auf seinen Sohn berichtete. Eine Gruppe muslimischer Jugendlicher kondolierte der Mutter am Tatort, legte weiße Rosen nieder und betete. Da der Verdacht bestand, dass einige solche Taten von jungen Männern mit Migrationshintergrund verübt worden waren, demonstrierten rechte Gruppen mit etwa 50 Teilnehmern in der Nähe des Tatorts. Etwa 400 Menschen kamen zu einer Gegendemonstration, die von mehreren Parteien, Kirchen und Gewerkschaften unterstützt wurde.
Rund 700 Trauergäste nahmen an der öffentlichen Trauerfeier und Beisetzung teil, darunter der Bonner Oberbürgermeister Ashok-Alexander Sridharan (CDU) und der Kölner Weihbischof Ansgar Puff. Der Bonner Rapper Djaspora trat mit einem eigens komponierten Lied auf, dessen Video bis zum Tag der Beisetzung über 90.000 Mal abgerufen wurde. Pfarrer Picken, der Niklas P. und seine Familie seit langem kannte, würdigte ihn als liebenswerten und ernsthaften Jugendlichen mit ausgeprägtem Gerechtigkeitssinn und rief dazu auf, in seinem Sinne bei der Ursachensuche auf jede Form von Pauschalisierung oder Diskriminierung zu verzichten.

### Politik und Medien
Sridharan, die Bonner Polizeipräsidentin Ursula Brohl-Sowa und Experten von Polizei, Stadt, Kirchen und Jugendorganisationen beschlossen bei einem „Runden Tisch gegen Gewalt“ mehr Polizeipräsenz, Maßnahmen zur besseren Einsehbarkeit des Tatortbereichs und ein Programm zur Gewaltprävention. In einer „Aktuellen Viertelstunde“ des Innenausschusses im nordrhein-westfälischen Landtag erklärte der CDU-Innenexperte Gregor Golland, der tragische Tod von Niklas P. sei trauriger Höhepunkt eines schon länger feststellbaren Abrutschens eines Stadtteils. Während seine Partei eine Gesetzesänderung für mehr polizeiliche Videobeobachtung forderte, warnte Innenminister Ralf Jäger (SPD) davor, den Tod von Niklas P. politisch zu instrumentalisieren.
Als das Gutachten über die Vorschädigung des Opfers und die darauffolgende Rücknahme des Totschlagvorwurfs bekannt wurden, zog der Journalist und Jurist Reinhard Müller Parallelen zum Fall Dominik Brunner und wies darauf hin, dass in diesem und anderen ähnlichen Fällen trotz Vorschädigungen Urteile wegen Mordes ergangen seien. Auch bei der Familie des Opfers und in der Öffentlichkeit sorgte die Änderung des Tatvorwurfs für Empörung und Entsetzen.
Der vom bayerischen Verfassungsschutz als Rechtsextremist eingestufte NS-Rapper Chris Ares griff die Tat im Text seines Liedes „Niklas P. (†17)“ auf.